# Bnei Akiva
Bnei Akiva (en hebreu: בני עקיבא, "Fills d'Akiva") és el moviment juvenil més important del sionisme religiós al món. És actiu mundialment, amb més de 100.000 membres a Israel, i 50.000 membres a 36 països. Bnei Akiva és un moviment de dretes, identificat amb el moviment del Quibuts religiós i el Partit Nacional Religiós d'Israel. Les activitats comunes a tot el món són reunions, el Sàbat, campaments durant les vacances, seminaris i excursions.

## Ideologia
Els ideals resumits de Bnei Akiva són Torà i Avodà (Treball). Aquests ideals es refereixen al compliment de la llei jueva i l'assentament, el treball i el desenvolupament de la Terra d'Israel. També es refereix a la fusió de l'espiritual amb el material, objectiu comú del judaisme.
Com a moviment pioner, Bnei Akiva creu que l'assentament i el retorn a la Terra d'Israel no és només un precepte, sinó un objectiu principal del poble d'Israel, amb dret a una pàtria com a necessitat de qualsevol nació. Les metes del Bnei Akiva són Aliyah (Immigració a Israel), el compliment de les profecies d'habitar les fronteres del Regne de Salomó i el seguir totalment la Torà i les seves Mitsvà (Manaments, preceptes i bones accions).

## Història
Bnei Akiva va sorgir a finals de la dècada de 1920 quan el Regne Unit exercia el Mandat Britànic de Palestina, territori que va conquerir a l'Imperi Otomà. El seu dret a administrar-lo va ser reconegut per la Societat de Nacions. Com a conseqüència d'aquests fets, els jueus de Palestina es van veure en la llibertat d'afavorir l'assentament amb més llibertat que amb els turcs-otomans. Arran de la guerra, el poble jueu va tornar cap a la seva identitat religiosa.

## Laboristes religiosos en acció
Mentre els laboristes seculars guanyaven poder, el moviment Hapoel Hamizrají, branca del Sionisme religiós Mizrachi, s'enfocava a organitzar i unificar els pocs laboristes religiosos que estaven en una situació econòmica precària i eren rebutjats espiritualment. Hapoel Hamizrahi buscava també el transformar aquests laboristes en una força amb la qual es pogués identificar. El moviment es va consolidar i va dur a terme els seus ideals sionistes i religiosos sota la frase: "El Poble d'Israel, a la Terra d'Israel, segons la Torà d'Israel."

## Dificultats
El moviment Hapoel ha-Mizrahi es va trobar amb diverses dificultats. El Fons Nacional Jueu (Keren Kayemet LeIsrael), responsable del repartiment de terres, va assignar territoris a totes les associacions d'assentament menys a Hapoel ha-Mizrahi. Ideològicament, es veia apartat de tota altra ideologia: Els moviments sionistes tendien a ser seculars, en la seva gran majoria fins i tot recolzaven el socialisme, mentre que els jueus ortodoxos, majoritàriament, reprovaven el moviment sionista, ja que s'aferraven a les promeses fetes als jueus en el Talmud, escrites en el Tractat de Ketubot 110. Una d'aquestes promeses era que els jueus no establirien el seu domini sobre la Terra d'Israel fins a l'era messiànica.
Els sionistes religiosos es basaven en dues raons teològiques:
1. Maimònides anomena la conquesta de la Terra d'Israel entre les 613 Mitzvot de la Torà, i es pot considerar tan vàlida avui en dia com en els dies bíblics.
2. L'exili jueu era pensat per a mil anys. Hi ha fervents discussions relatives a dos punts de vista contraposats:
  1. L'exili va acabar després de 1000 anys d'exili, la qual cosa anul·la les promeses abans esmentades i reconeix que ja ha començat formalment l'era messiànica en un procés lent.
  2. L'exili encara continua i per això no s'han anul·lat les promeses, simplement s'ha estès l'exili perquè el Poble d'Israel no ha estat mereixedor de ser redimit encara pels seus propis mèrits.

## La jove generació abandona els valors dels sus pares
Davant les dificultats i obstacles econòmics trobats pels membres de Hapo'el hamizrají, molts adolescents van optar per unir-se als grups seculars. Aquest fet va representar una amenaça per al nou moviment religiós. En l'hivern de 1929 (5689), Yejiel Eliash, llavors oficial del Brit Olamit shel Torà VaAvodá (Aliança Nacional de Torà veAvodà), va suggerir a Hapo'el Hamizrají l'establiment d'un moviment juvenil religiós, amb el propòsit d'enfortir l'esperit de la gent jove i organitzar amb ells una tasca social. Aquesta proposta va ser vista amb entusiasme i oposició. Les raons del rebuig a la proposta van ser:
1. Per naturalesa els moviments juvenils són rebels i, per tant, no tenen lloc en la societat religiosa.
2. Aquest tipus de moviment juvenil pot interferir amb els estudis a la Ieixivà.

Contemporani a l'establiment del moviment a Palestina, organitzacions de la joventut religiosa van operar en la diàspora. Alguns d'ells van adoptar el nom de Bnei Akiva (els Fills d'Akiva / famós rabí de l'època de la Mixnà), mentre que altres van usar noms diferents, com ara Hashomer Hadati (el Guardià Religiós). Vint anys després (1958/5739) els grups de la diàspora es van unir a l'israelià i la Mazkirut Olamit (Secretaria Mundial) de Bnei Akiva es va formar.

## Símbols de Bnei Akiva
El Semel està fet de diversos objectes relacionats als diferents aspectes de la ideologia del moviment. Els estris agrícoles i l'espiga de blat es relacionen amb la perspectiva agrícola de la ideologia. Les dues taules de pedra al centre es relacionen amb la Torà. Tots dos ideals de Torà i Avodá s'uneixen amb el llistó que diu Bnei Akiva - simbolitzant, d'una banda, que tots dos conceptes han de treballar junts i, per l'altre, que Bnei Akiva uneix aquests ideals en un només. Les lletres en les taules són la Tav i la Ain, inicials de Torà i de Avodá (תורה ועבודה Llei i Treball).

## L'himne
Compost per Rabí Moshe Tzvi Neria (conegut originalment com a Javer Minkin). Va compondre l'himne durant els dies hàbils de Sucot en 5692/1932, a la congregació de Madrijim (guies) a Kfar Saba. La música va ser composta per Mijael Perlman. La lletra ha canviat una mica (i, a principis dels 50, la música també va canviar, possiblement per la seva similitud amb la dels bundistes polonesos).
L'himne és anomenat Yad Ajim (Una mà de germans) i és cantat en hebreu:
«Una mà de germans és estesa, joventut volguda,
Al voltant de la bandera, tots vostès han acampat.
Els cuidarà l'estrella de la Torà, el seu camí és una tasca.
Amb valerós cor, amb l'ajuda de Adonai, pujarem.
Endavant Bnei Akiva, ànim al pujar.
Aquesta pàtria és la terra dels patriarques, la nostra terra sagrada,
De les mans del Poderós de Jacob (Adonai), és un llegat per nosaltres.
Els nostres caps a les profunditats de la seva Torà,
Els palmells de les nostres mans als terrossos de la seva terra.»